# Ніколассон
Ніколассон, також  Олек Ніколассон (справжнє ім'я Олександр Корнейко, народився 19 червня 1992, Луцьк, Волинська область, Україна) — український поет і прозаїк. Лауреат міжнародного літературного конкурсу «Коронація Слова». Член поетичного об'єднання Скам Оккама. Проживає у Львові.

## Творчість

### Проза
Всі прозові твори пише під справжнім іменем — Олександр Корнейко.
У 2007 у луцькому видавництві «Твердиня» вийшов дебютний роман «Ніч Долі», який відкривав цикл «Хроніки Світанку». За нього отримав відзнаку “Наймолодший автор-початківець України” на Х Київському міжнародному ярмарку «Книжковий світ-2007»
.
У 2009 у видавництві «Твердиня» вийшов роман «Легенди Схарх-Маона», друга книга з циклу «Хроніки Світанку».
За свої ранні романи отримав перемогу у номінації «Юний талант року» премії «Людина року Волинського краю – 2009».
У 2014 за ще не виданий роман «Попіл» став лауреатом міжнародного літературного конкурсу «Коронація Слова» і отримав Спеціальну відзнаку від фестивалю фантастики «Волкфон»..
У 2018 роман «Попіл» вийшов друком у видавництві «Темпора». 

### Поезія
Всі поетичні твори пише під псевдонімом Ніколассон.
Починаючи з 2013, почав публікуватися в соцмережах та на спеціалізованих поетичних сайтах, таких як Клуб Поезії  та OnlyArt. 
У 2016 видав дебютну збірку поезій «Покоління» (видавництво «Бреза», Ужгород)
У 2020 видав другу збірку поезій «Оселя Духів» (Видавництво Миколи Кравченка, Київ).

### Аудіопоезії
Також записує аудіопоезії. Більшість із них розміщено на музичній платформі SoundCloud). Випустив низку DIY-альбомів з аудіопоезіями, які поширювалися в мережі:
- «Бог із загашника» (грудень, 2016)
- «Пам’ять дворів» (березень, 2017)
- «Казки з канави» (квітень, 2017)
- «Шлях із весни у холод» (вересень, 2017)
- «Велика зима» (жовтень, 2017)[13]

## Відеокліпи
- «Велика Зима» (листопад, 2018)[14]
- «Червоний Бог» (серпень, 2020)[15]
- «Дефект» (грудень, 2020)[16]
- «Бартер» (грудень, 2020)[17]
- «Білий Бог» (лютий, 2021)[18]

## Пісні на тексти Ніколассона
- The Yeah Bass – Doroga[19]
- MIDWide – Різниця ([20])
- MIDWide – Запах Різдва[21]
- Mavka – 5 minutes before midnight[22]